# Classe 5800
Le motovedette Classe 5800 sono delle unità costiere  in servizio anche per la Guardia di Finanza la cui acquisizione è nata dall'esigenza da parte del Servizio Aeronavale di disporre di unità foranee capaci di operare anche in condizioni meteomarine poco favorevoli.
Le unità sono state realizzate dalla Motomar nel periodo 1979 - 1984 basandosi sul progetto “Keith Nelson” simili a quelle costruite nello stesso periodo per la Guardia Costiera.
Le unità di questa classe sono state apprezzate dagli equipaggi per le loro qualità marine, per la robustezza, l'affidabilità e la facilità di manutenzione, ed equipaggiate con due motori AIFO tipo 828SM da 500CV ciascuno raggiungevano una velocità di 26 nodi. 
L'equipaggio è di 5 militari e la loro dotazione elettronica è costituita da un radar di navigazione e scoperta BX 732 della GEM Elettronica. 
L'armamento è costituito da una mitragliatrice MG 42 calibro 7,62 NATO e da 5 pistole mitragliatrici M12S calibro 9 mm Parabellum.